# Karmelietessenklooster (Boxmeer)

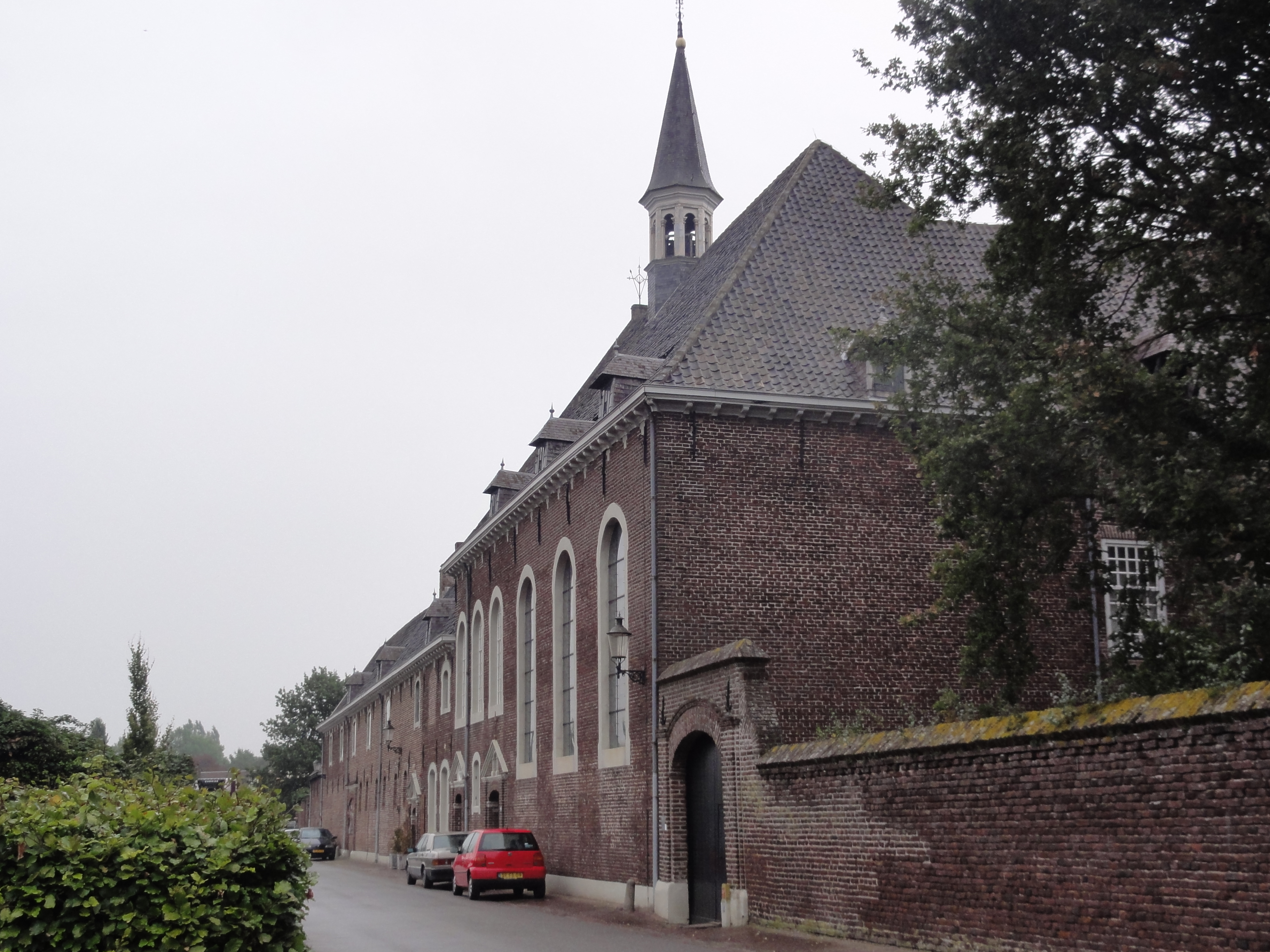
Karmelietessenklooster

Het Karmelietessenklooster is een klooster in de Nederlandse plaats Boxmeer dat bestond van 1672 tot 1975.

## Geschiedenis
Het klooster werd in 1672 gesticht in het oorspronkelijke Huis Elzendael. Dit was de villa van de toenmalige pastoor Peelen van Boxmeer. Het klooster was gewijd aan Maria Magdalena de’ Pazzi.
De voorwaarde was dat de zusters de meisjes uit Boxmeer goed onderwijs zouden geven. Een probleem daarbij was dat de Karmelietessen vanouds slotzusters waren, en ze nu in de wereld moesten komen. Overigens was het geven van regulier onderwijs aan meisjes in die tijd een zeer vooruitstrevende stap.
Het aantal zusters nam gestaag toe, maar vanaf 1781 was er een toevloed van zusters uit Frankrijk, die vluchtten voor de Franse Revolutie. Later trokken ook zusters vanuit Geldern in het klooster.
Onder het bewind van Napoleon Bonaparte werden de zusters verbannen, maar na twee jaar konden ze terugkeren. Het werd ze verboden om novicen aan te nemen, maar vanaf 1834 konden ze dit verbod in toenemende mate omzeilen en in 1840 werd het opgeheven. Het aantal zusters was toen tot vijf teruggelopen. In 1843 kregen de zusters weer toestemming van het Vaticaan om als slotzusters te gaan leven.
Hierna volgde weer een opbloei en in 1870 werd een stichting in Xanten gedaan. De groep zusters daar groeide uit maar moest terugkeren ten gevolge van de Kulturkampf in Duitsland. De zusters stichtten in Boxmeer de Karmel Sint-Josef, welke in 1969 verhuisde naar Amstelveen.
In 1889 werd een Karmelietessenklooster te Zenderen gesticht en in 1930 een klooster te Heerlen. In 1948 vertrokken acht zusters naar Jaboticabal in Brazilië.
In 1951 zijn enkele zusters naar het Karmelietessenklooster te Vilvoorde vertrokken, en in 1956 vestigden enkele zusters zich in het klooster te Blackburn. In 1961 gingen een aantal zusters naar Batu en in 1969 startten enkele jonge zusters een gemeenschap in Sappemeer.
Het aantal novicen nam sindsdien echter sterk af en de Boxmeerse gemeenschap vergrijsde. De zusters bleven nog tot 1975 in het klooster en hebben daarna tot 1994 nog in het voormalig noviciaatsgebouw van het Karmelietenklooster gewoond, waarna ze verhuisden naar het Kloosterverzorgingstehuis Sint-Anna. Ze zijn nog steeds actief in het Vormingshuis van de Karmelieten te Boxmeer.
In het gebouw was een kliniek voor dermatologie, een hotel en een restaurant gevestigd. Nadat deze zijn vertrokken is het een PTSS Kliniek geweest. Eerst onder de naam Curalma. Deze is failliet verklaard in 2022. Daarna doorgestart door Hans van Dansik onder de naam Kliniek Elsendael. Maar ook deze onderneming  van de  Groningse zakenman is failliet verklaard in december 2023. Momenteel is de afhandeling van dit faillissement gaande in 2024.

## Gebouw
Het gebouw kent uitbreidingen van 1682 en later. Het bestaat uit vier vleugels die om een kruisgang zijn gegroepeerd. Er is een kapel met een 17e-eeuws zuilenaltaar dat gerestaureerd is in 1960.

## Personen
- Josephine Koning (1868-1931), rooms-katholieke karmelietes van klooster St. Josef